# Nalda
Nalda es un municipio y localidad de la comunidad autónoma de La Rioja (España). Su población es de 1074 habitantes y tiene una extensión de 24,6 km². Está situada en la Rioja Media, en el valle del Iregua y a las faldas del Moncalvillo, limita al norte con Albelda de Iregua, al sur con Viguera, al este con Clavijo y Soto en Cameros (aldeas de Trevijano y Luezas) y al oeste con Sorzano. Cuenta con un núcleo de población situado al borde de la carretera N-111 con el nombre de Islallana.

## Geografía
Está integrado en la comarca de Logroño, situándose a 18 kilómetros de la capital provincial. Su término municipal está atravesado por la carretera N-111 entre los pK 315 y 319 y por las carreteras autonómicas LR-137, que permite la comunicación con Entrena, y la LR-255, que permite la comunicación con Albelda de Iregua. 
El relieve está caracterizado por el valle del río Iregua y las elevaciones septentrionales de la sierra de Moncalvillo al suroeste y de la sierra de Camero Viejo al sureste. Al norte el terreno es más llano, abriéndose al valle del Ebro. Por el territorio discurren otros pequeños ríos (Antiguo, Trujal, Bueyo) y barrancos que desaguan en el Iregua. 
La altitud del municipio oscila entre los 1300 metros en la sierra de Camero Viejo y los 530 metros a orillas del río Iregua. El pueblo se alza a 624 metros sobre el nivel del mar. 
| Noroeste: Entrena | Norte: Albelda de Iregua | Noreste: Albelda de Iregua |
| Oeste: Sorzano    |                          | Este: Clavijo              |
| Suroeste: Viguera | Sur: Viguera             | Sureste: Soto en Cameros   |

## Historia
La localidad fue escenario de los preliminares de la famosa Batalla de Clavijo entre árabes y cristianos en el año 844. Aparece citada por primera vez en el siglo XI, del año 1040, en la relación de propiedades que el rey don García el de Nájera concedió a su esposa Estefanía.
En el testamento de la reina Estefanía, viuda de García Sánchez III rey de Pamplona llamado el de Nájera, deja a su hijo el futuro rey Sancho el de Peñalén, trece villas, entre las cuales está Nalda.

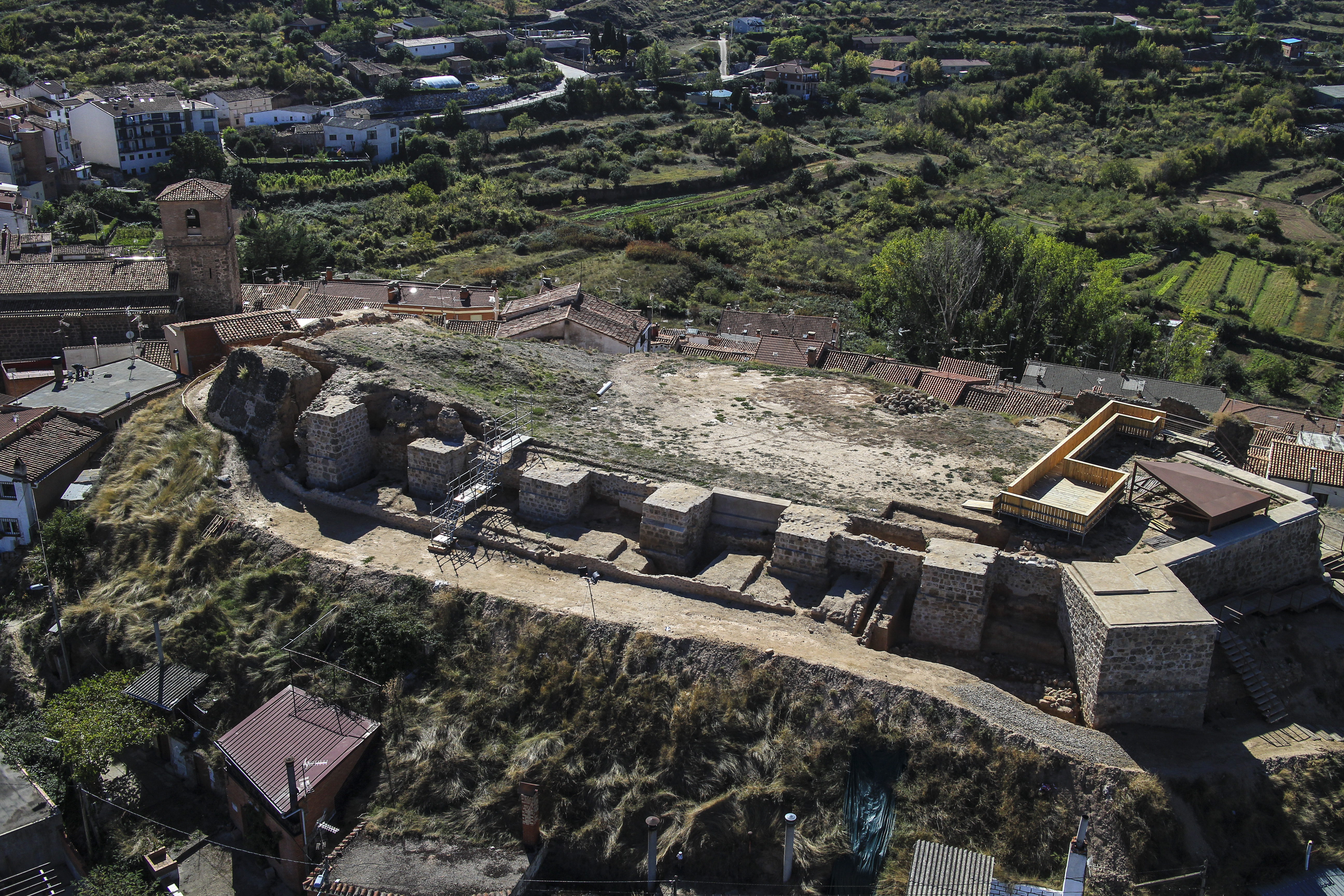
Fotografía aérea del Castillo de Nalda

En 1064, el rey Sancho Garcés IV, donó al monasterio de San Prudencio de Monte Laturce el de San Agustín de Nalda, diciendo que era, por remedio de su alma y por habérselo rogado Jimeno Fortúnez. En 1067 el monasterio de San Prudencio lo dio en cambio al Monasterio de San Martín de Albelda por el de Pampaneto.
Nalda está comprendida en la escritura del señorío de Cameros, concedido a Juan Ramírez de Arellano por el rey Enrique II de Castilla en 1366. Desde entonces y hasta el siglo XIX se convirtió en la cabecera de este señorío.
Según el libro titulado Compendio historial de la provincia de La Rioja del año 1701, existía entonces una romería de los vecinos a la ermita de Santa María de Hermedaña, virgen que se apareció según comenta el autor del texto a un niño del municipio en un árbol de acebo y también al rey don Ramiro en la mítica batalla de Clavijo.

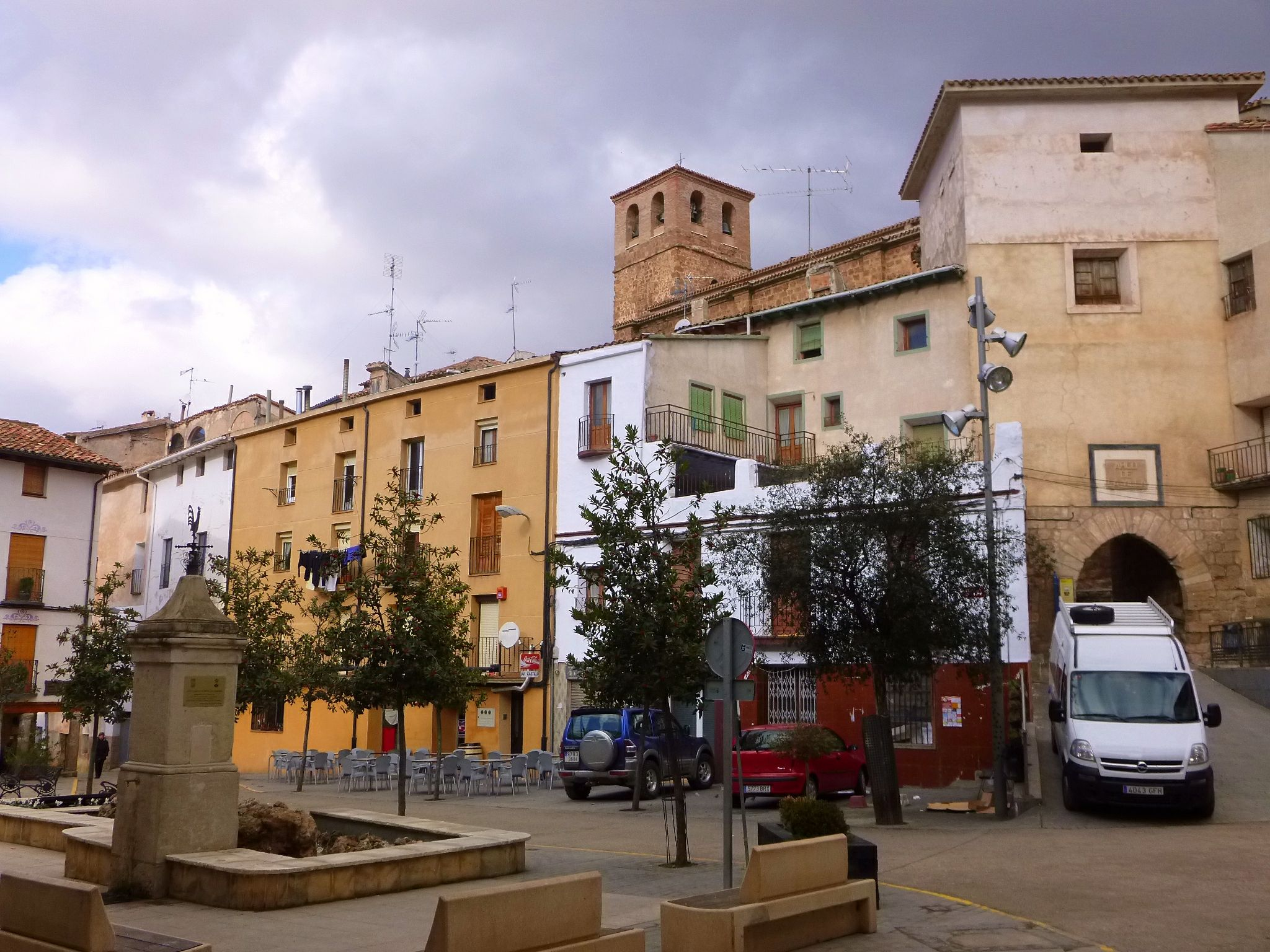
Plaza de la Fuente

En un punto situado entre los años 1790 y 1801, Nalda  se integra junto con otros municipios riojanos en la Real Sociedad Económica de La Rioja, la cual era una de las sociedades de amigos del país fundadas en el siglo XVIII conforme a los ideales de la ilustración.
En marzo de 1834, Miguel Martínez, originalmente Michael McMartin, llegado en 1810 al pueblo en la Guerra de la Independencia con avanzadas de las tropas de Arthur Wellesley (I duque de Wellington) (Guerra Peninsular), de origen escocés (Regimiento de Escoceses - 79th - Clan Cameron) y afincado en el pueblo tras la victoria, trabajando con su azadón en el campo, vio pasar cerca de sí a tres carlistas armados (Diccionario Geográfico Estadístico de España - Pascual Madoz - La Rioja - 1851): se arrojó sobre ellos con su azadón y les intimó a la rendición: pero herido mortalmente no pudo consumar la empresa. La reina gobernadora concedió la pensión de 8 reales diarios a su viuda transmisible a sus seis hijos.
En el año 2012 comenzaron las excavaciones del «cerro del castillo», lo que ha permitido descubrir la muralla original y algunas de sus torres, así como un espectacular aljibe de 4 metros de longitud, datado en el siglo XII. Este castillo fue el centro administrativo del señorío de Cameros entre los siglos XIV y XVIII. 
En este castillo se conservó allí durante muchos años el puñal con el que el rey Enrique II mató a su hermanastro el rey Pedro I de Castilla. También conservó un importante archivo, del que Luis de Salazar y Castro recopiló mucha información para su historia genealógica de la Casa de Lara. 
La abolición de los privilegios nobiliarios por las Cortes de Cádiz en 1811 lo llevaron al abandono.

## Patrimonio

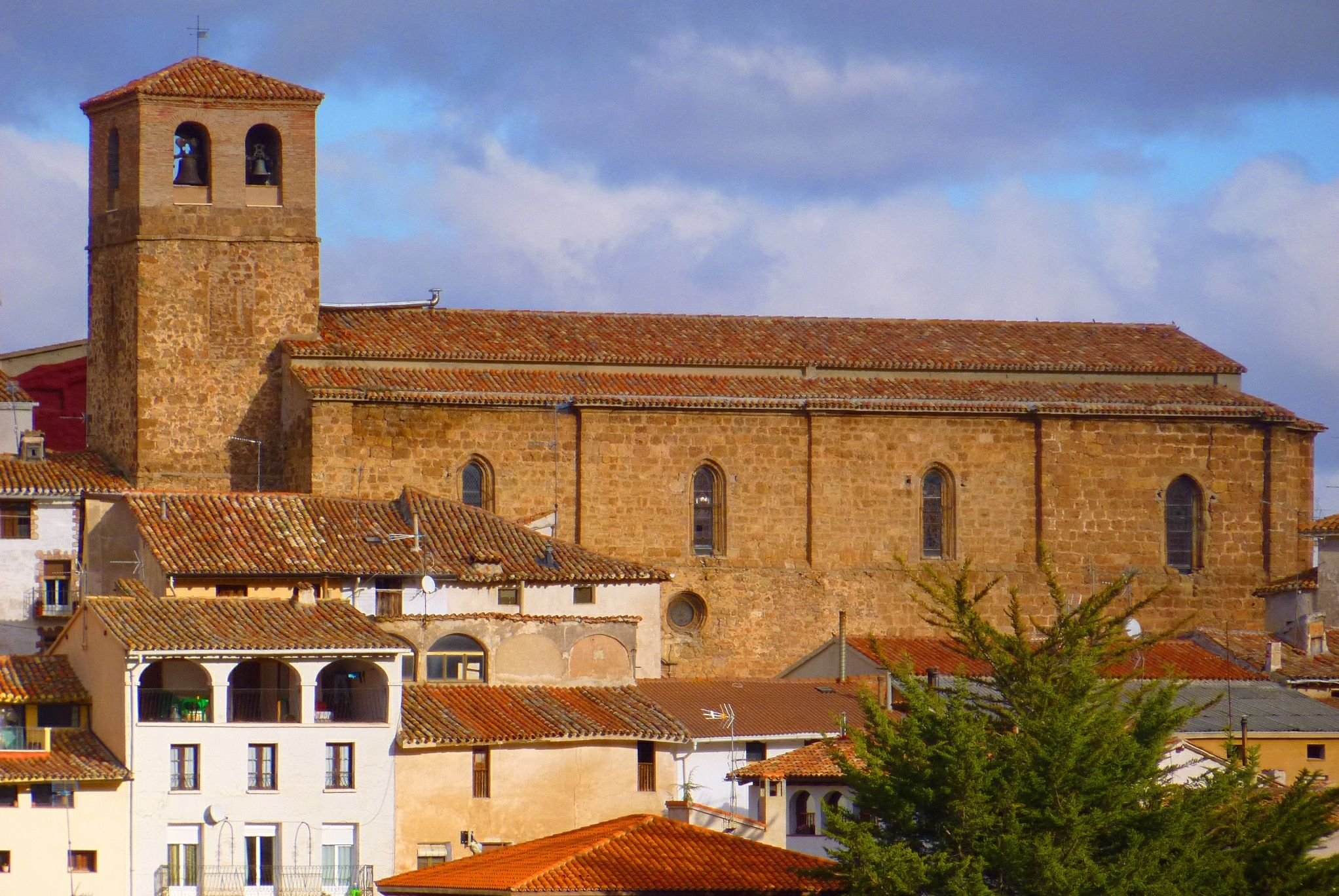
Iglesia parroquial de Nuestra Señora de la Asunción.

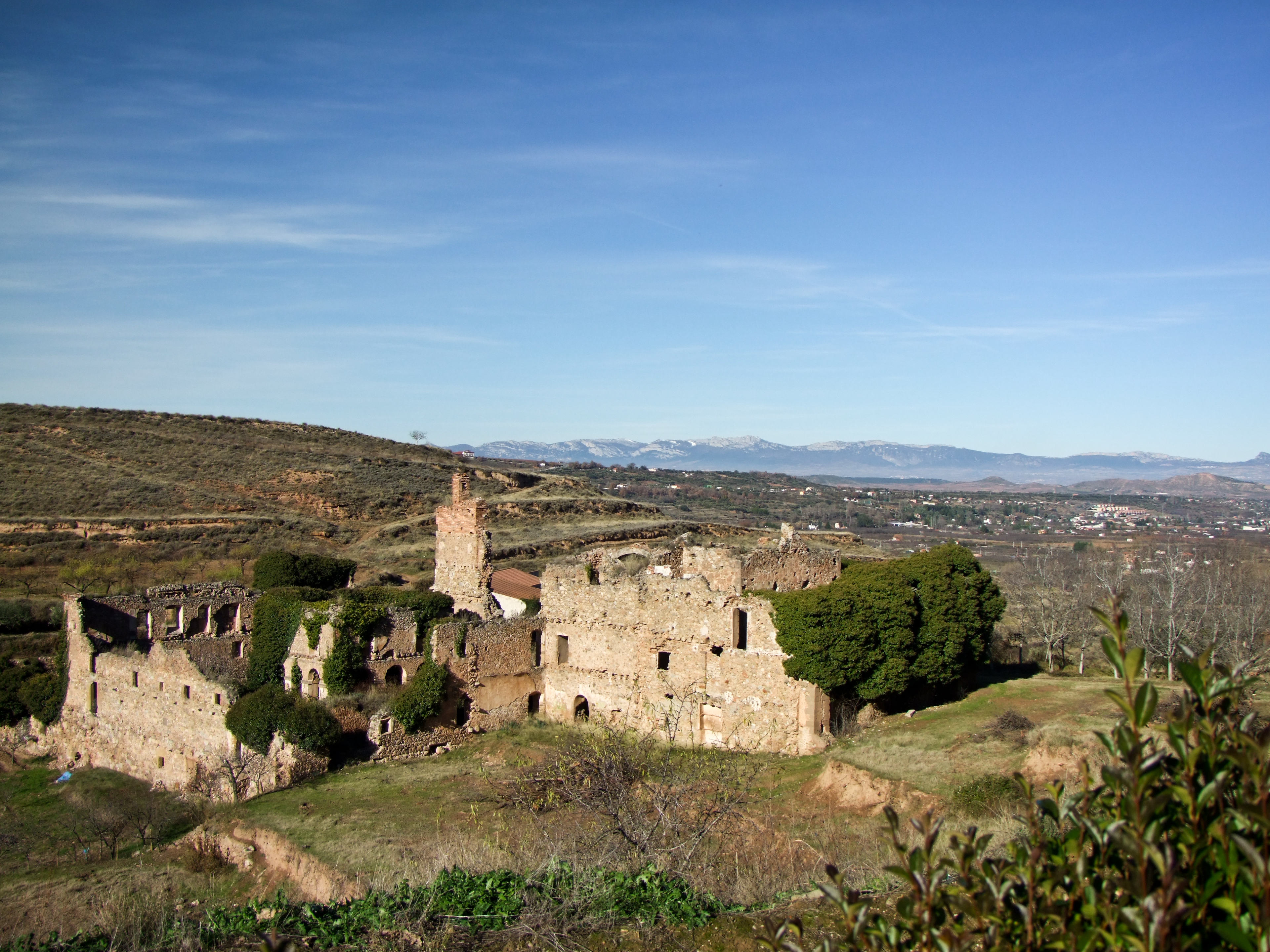
El arruinado Convento franciscano de San Antonio.

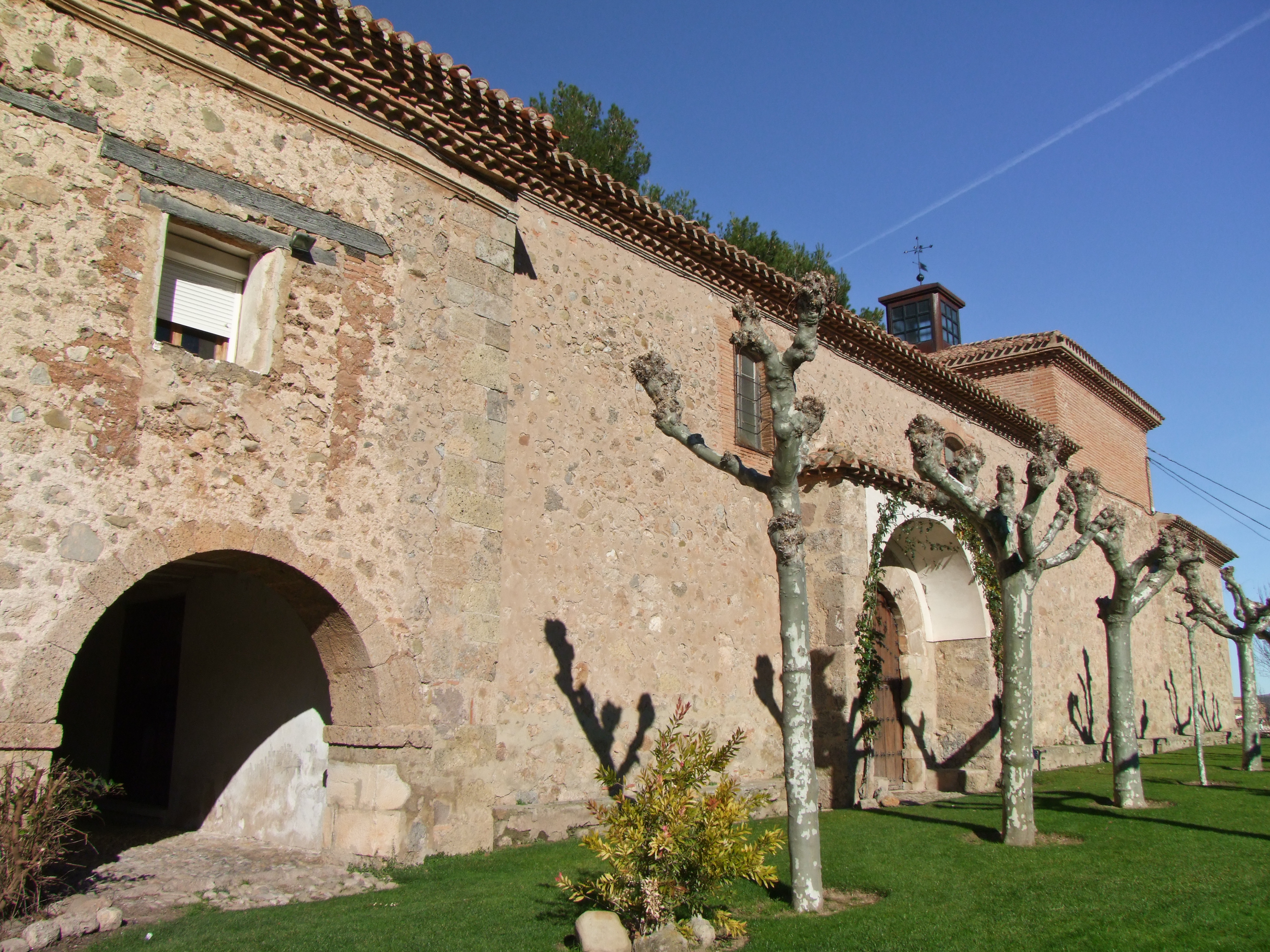
Ermita de Nuestra Señora de Villavieja.

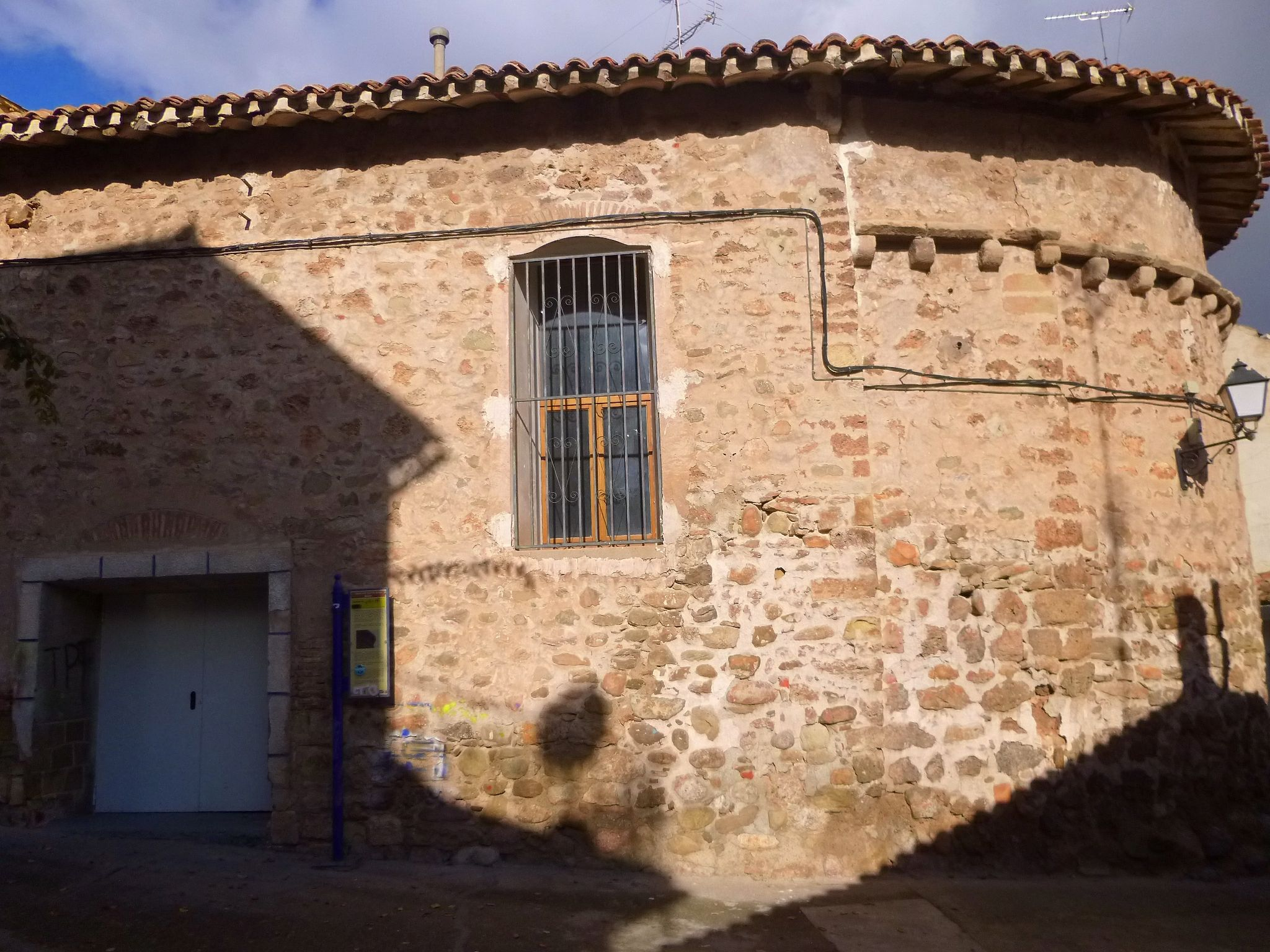
Ermita del Cristo.

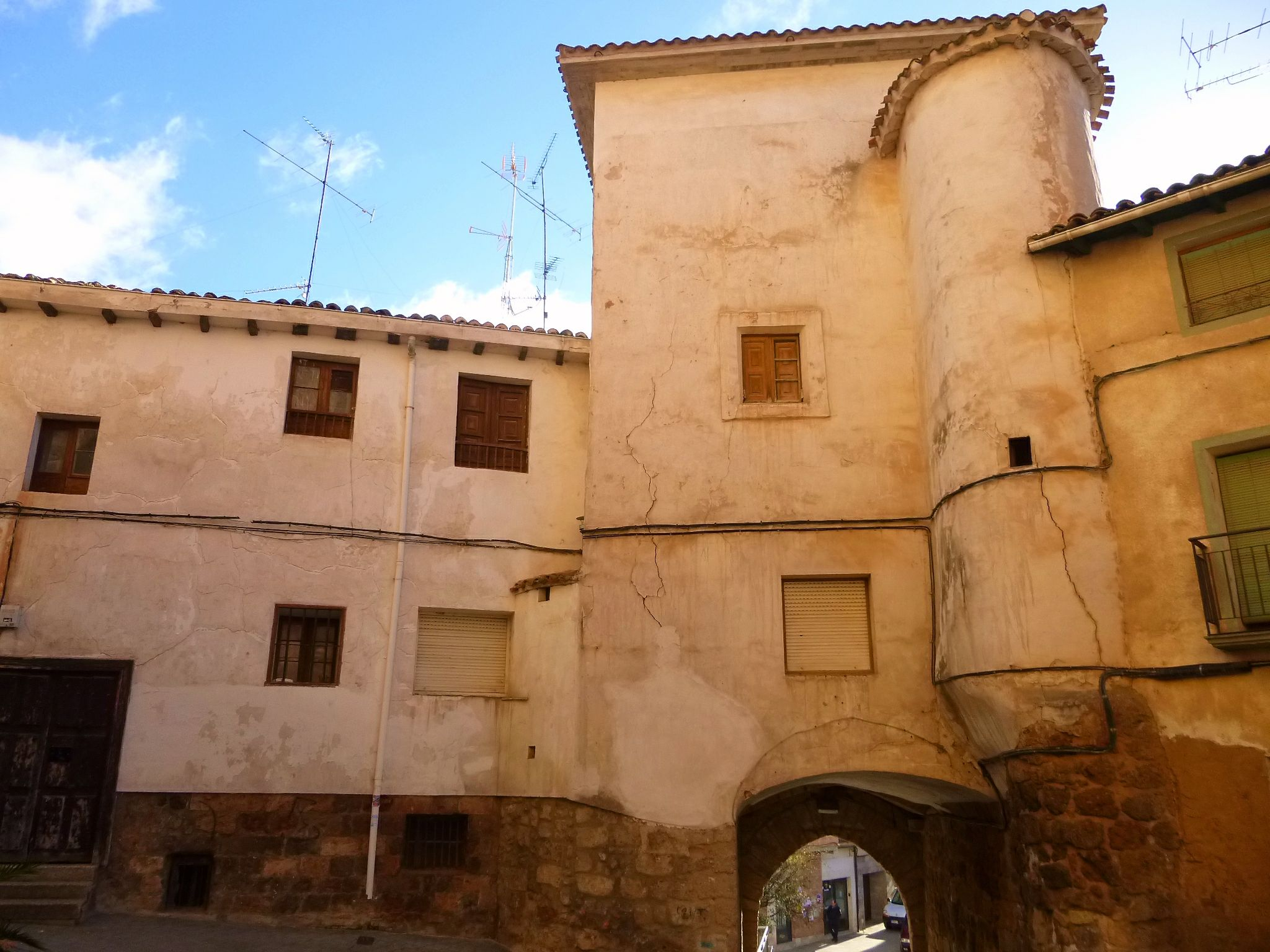
Arco de la Villa.

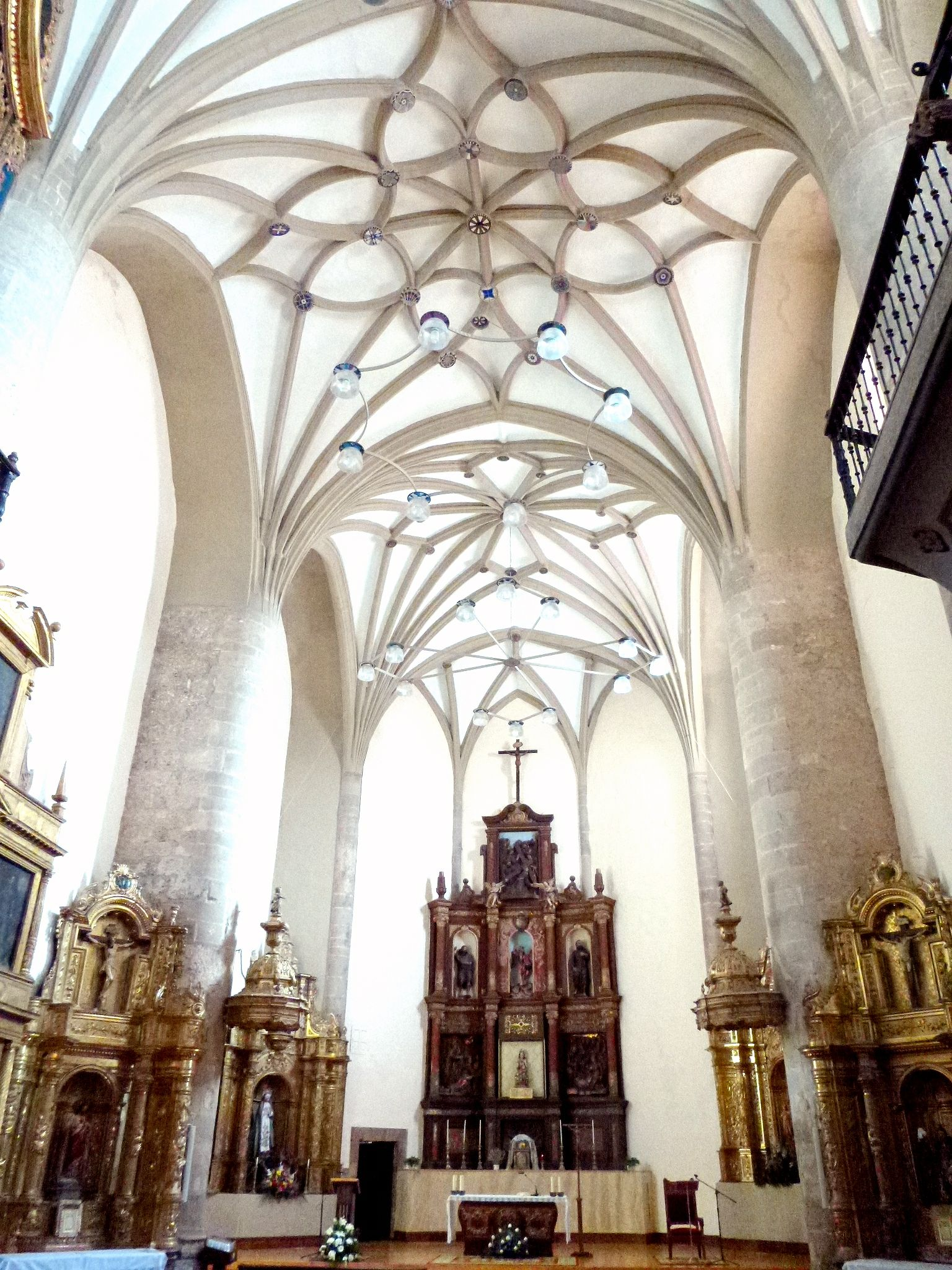
Aspecto del interior de la Iglesia de la Asunción.

- Iglesia Parroquial de la Asunción. De estilo renacentista, fue construida en el siglo XVI. Destaca su portada barroca del siglo XVII y su torre de tres cuerpos, construida en sillería. El retablo mayor es también de estilo barroco.[4]
- Exmonasterio franciscano de San Antonio. Actualmente en ruinas, fue construido entre 1611 y 1617. Fue abandonado en 1836 en la aplicación de la desamortización de Mendizábal.
- Ermita de Santa María de Villavieja. Construcción barroca del siglo XVII realizada en mampostería y ladrillo. Está situada a un kilómetro del pueblo. En 2023 consiguió por votación popular a nivel regional el galardón de "Ermita más bonita de La Rioja".[5]
- El arco de la villa.  Antigua puerta de entrada al complejo fortificado.  Hoy en día comunica la Plaza de la Fuente con la iglesia de La Asunción.  Realizado en sillería, está formado por un arco apuntado bajo un torreón cuadrado. En el interior, el torreón posee un garitón cilíndrico volado y un gran cubo redondo, que actualmente se encuentran revocados.Es considerado un símbolo de la localidad.
- Palomares. Este conjunto de palomares (aunque recibe este nombre por su estructura y es posible que fuera usado como tal, su origen es monástico o eremita) es el mayor del valle, se excavó en el lado suroeste del cerro, da vistas al río Iregua y a la vía romana Varea Numancia que pasa bajo él, a 700 metros.[6][7]
- Dólmenes de Peña Guerra I y II. restos arqueológicos del megalítico que se sitúan en la zona de peña guerra a más  o menos 1:30 del pueblo.los restos encontrados se encuentran el museo de La Rioja.[8]
- Castillo de Nalda, señorío de Cameros. Castillo fundado posteriormente a la legendaria batalla de Clavijo. Este castillo era la sede del señorío de Cameros durante los siglos XVI, XVII y XVIII, un territorio que abarcaba desde Yangüas y Montenegro hasta Alcanadre y Ausejo.[9]

## Fiestas
- La Asunción de Ntra. Sra. De la Asunción , San Roque y fiesta de los gallos, del 14 al 19 de agosto. Hasta 1995, se llevaba a cabo una tradición, que consistía en intentar arrancar la cabeza de gallos vivos colgados de una cuerda, pasando por debajo de esta montados a caballo. Actualmente ya no se utilizan animales vivos.
- Fiestas de la Natividad de la Virgen,(bajo la advocación de Villavieja) romería en su ermita el fin de semana más cercano al 8 de septiembre.
- Fiesta de la Ciruela Reina Claudia, son tres ferias que se realizan en tres fin de semanas distintos del año. Abril conmemora la floración, agosto la cosecha y diciembre la ciruela pasa. Se trata de un producto con denominación de origen local y con mucho arraigo en su cultivo.
- Fiestas de la juventud, se celebra a mediados de julio en el que todo el pueblo come en la plaza rancho hecho por el Ayto con la ayuda de los vecinos. Posteriormente el pueblo sigue celebrando esta fiesta con música.
- Semana Santa Naldense, con el paso de los años ha ido recuperando valor sentimental y patrimonial en los vecinos y en la zona. La cofradía de Nuestra Señora de los Dolores junto con la parroquia organizan las procesiones. Destaca la procesión del Encuentro en Miércoles Santo, la cual es un reclamo turístico del municipio. Las imágenes de las procesiones son únicas en la región.
- San Isidro, el 15 de mayo se celebra esta festividad en honor a todos los agricultores del pueblo. En la tradicional procesión se bendicen los campos. Es día de festividad local. Se programan actividades para niños y mayores.
- Fiesta de los quintos, se celebra en  febrero. Todas las quintadas del pueblo se reúnen una noche para cenar y posteriormente todo el pueblo va al club en el que se hace una fiesta. Los quintos en la noche del viernes al sábado van por el pueblo cantando rimas a todo el mundo junto a la famosa canción que todo el pueblo conoce.
- San Blas, el 3 de  febrero se llevan a bendecir  los bollo o la rosca de san Blas a la iglesia. Es un día de festividad local. Se sortea una rosa a gigante entre todos los vecinos y se bendicen los cordones de San Blas.

## Geografía humana

### Demografía
Cuenta con una población de 1307 habitantes (INE 2024).
| Gráfica de evolución demográfica de Nalda entre 1842 y 2021                                                           |
| |
| Población de derecho según los censos de población del INE. Población de hecho según los censos de población del INE. |

### Población por núcleos
| Núcleos   | Habitantes (2001) | Habitantes (2015) |
| --------- | ----------------- | ----------------- |
| Nalda     | 776               | 836               |
| Islallana | 117               | 147               |

### Historia
En el censo de la Corona de Castilla del siglo XVI, aparece con 300 vecinos, 1500 almas. En el censo de la nueva provincia de Logroño, con Islallana, 376 vecinos y 1804 almas.

## Administración

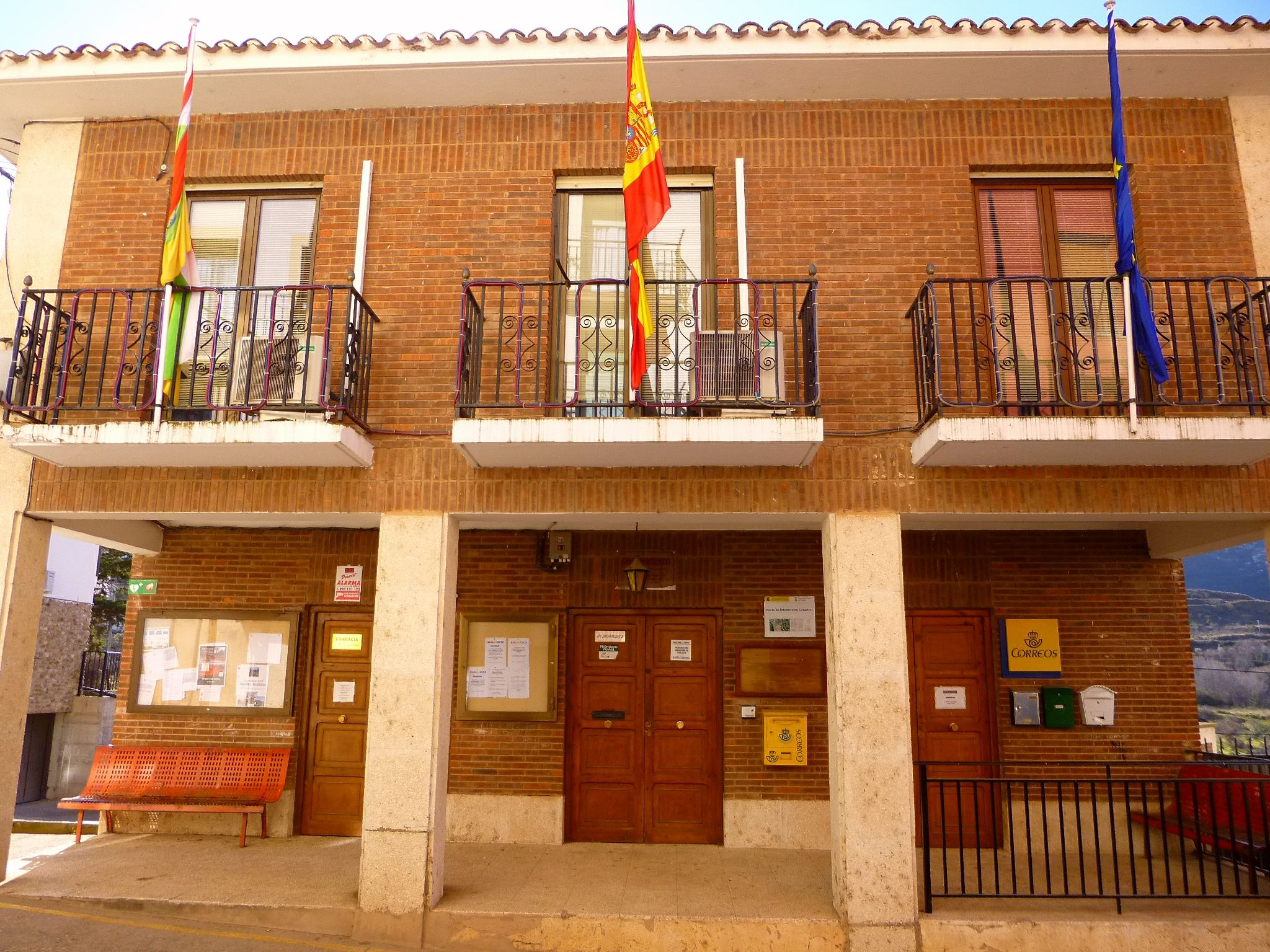
Ayuntamiento viejo de Nalda.

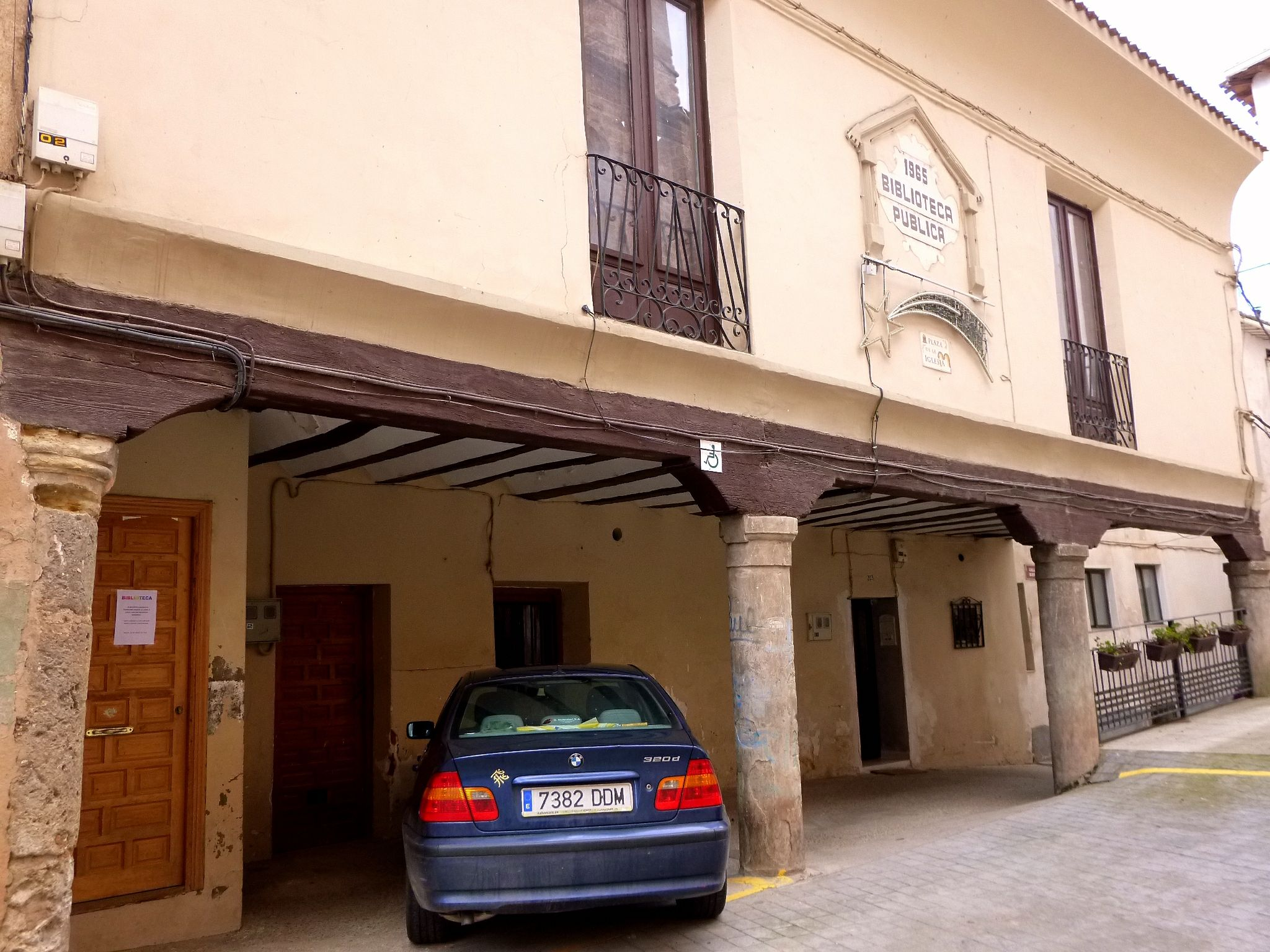
Biblioteca pública de Nalda.

| Periodo   | Nombre                       | Partido |
| --------- | ---------------------------- | ------- |
| 1979-1983 | Narciso Viguera Martínez     | DM      |
| 1983-1987 | Pablo Pedro Ruíz Chácharo    | PSOE    |
| 1987-1991 | Pablo Pedro Ruíz Chácharo    | PSOE    |
| 1991-1995 | Juan Bautista García Escarza | PSOE    |
| 1995-1999 | Juan Bautista García Escarza | PSOE    |
| 1999-2003 | Jesús Ramírez Martínez       | PSOE    |
| 2003-2007 | Domingo Ruíz Fernández       | PP      |
| 2007-2011 | Domingo Ruíz Fernández       | PP      |
| 2011-2015 | Daniel Osés Ramírez          | PP      |
| 2015-2019 | Daniel Osés Ramírez          | PP      |
| 2019-2023 | Daniel Osés Ramírez          | PP      |
| 2023-act. | Raquel Arrieta Pérez         | PP      |

## Deportes
Posee un equipo de fútbol sala, la "A.D. Nalda" que actualmente juega en la Segunda División B, en el grupo II, bajo el mando de José Ángel Martínez Arcaya. 
En la temporada 2016/2017 logró el ascenso desde la Tercera División tras una competición espectacular, quedando por encima de equipos con muchísimo mayor presupuesto.

## Personas notables
- Francisco Javier García Fajer, compositor de música.
- Joaquín de Osma, militar español.
- César Jalón Aragón, periodista, crítico taurino y ministro de Telecomunicaciones en el Gobierno republicano de Lerroux.